# Wine
Wine (akronim rekurencyjny od ang. Wine is not an emulator) – oprogramowanie umożliwiające wykonywanie aplikacji przeznaczonych dla systemu operacyjnego Microsoft Windows w środowisku systemu operacyjnego klasy Unix (GNU/Linux, Solaris, FreeBSD). Przy pomocy bibliotek Wine można również przenosić niektóre aplikacje systemu Windows do natywnych plików binarnych systemu Unix.
Wine nie jest emulatorem systemu Windows, lecz implementacją WinAPI dla  systemów uniksopodobnych.
Wine jest wolnym oprogramowaniem. Początkowo był udostępniony na licencji MIT. Od marca 2002, z powodu powstania zamkniętego forka pod postacią Cedegi, aby uniknąć takich praktyk Wine jest licencjonowany na GNU Lesser General Public License (LGPL).

## Rozwój
Projekt Wine został zainicjowany przez Boba Amstadta i Erica Youngdale w 1993. Miał pomagać w uruchomieniu 16-bitowych programów dla Microsoft Windows 3.x w systemie GNU/Linux. Dziś jest skierowany na 32-bitowe aplikacje dla najnowszych systemów Microsoftu. Od 1994 roku liderem projektu jest Alexandre Julliard.
Przez pewien czas rozwój Wine wspierał Corel, współpraca ta zakończyła się jednak wraz z rezygnacją tej firmy ze wspierania projektów związanych z GNU/Linuxem na początku 2001 roku.
17 czerwca 2008, po blisko 15 latach od początkowego wydania, wydano wersję 1.0.

## Funkcjonalność
Oprogramowanie działające bezbłędnie
     Oprogramowanie działające bezbłędnie po konfiguracji
     Oprogramowanie działające z niewielkimi problemami
     Oprogramowanie działające z dużymi problemami
     Oprogramowanie niedziałające

Postęp kompatybilności aplikacji w wersji 0.9 według wyników testów z Wine AppDB.
Oprogramowanie działające bezbłędnie
Oprogramowanie działające bezbłędnie po konfiguracji
Oprogramowanie działające z niewielkimi problemami
Oprogramowanie działające z dużymi problemami
Oprogramowanie niedziałające

Wine zapewnia kompatybilność oprogramowania dla Windows z innym systemem operacyjnym dzięki udostępnieniu alternatywnych bibliotek DLL.
Od 2004 roku w Wine można uruchamiać wiele popularnych aplikacji systemu Windows, jak Microsoft Office. W standardowej konfiguracji, pełną funkcjonalność (status Platinum) uzyskano tylko dla Office 2000 i Office 2010, jednak testami nie objęto programu Outlook, a zgodnie z oficjalnym statusem, Word, Excel i PowerPoint nie zostały dokładnie sprawdzone.
Jeśli użytkownik doda natywne biblioteki Windows (co jest niezgodne z licencją systemu), liczba aplikacji możliwych do uruchomienia rośnie.

## Pochodne Wine’a
- Cedega (dawny WineX) – rozwijana przez firmę TransGaming. Dzięki naciskowi na implementację funkcji DirectX może uruchamiać wiele gier z systemu Windows. Dodatkowo jej twórcy starali się zachować kompatybilność z konkretnymi grami.
- CrossOver (dawniej CrossOver Office) – rozwijany przez CodeWeavers. Zależnie od wersji umożliwia uruchomienie gier dla Microsoft Windows lub oprogramowania z pakietu Microsoft Office oraz innych aplikacji takich jak np. Internet Explorer. Oprogramowanie jest odpłatne i kosztuje od 40 do 70 USD w zależności od wersji.